# Хетово
Хетово — посёлок сельского типа в Виноградовском районе Архангельской области. В 2004—2021 годах являлся административным центром Моржегорского сельского поселения.

## География
Посёлок расположен в среднем течении Северной Двины, на левом берегу. Граничит с расположенным выше по течению Двины посёлком Рязаново. Через посёлок проходит автодорога «Моржегоры — Родионовская — Власьевская — Усть-Морж — Хетово — Рязаново». Рядом с посёлком проходит федеральная автомобильная трасса М-8 «Холмогоры» (Москва — Архангельск). Напротив Хетово, на правом берегу Северной Двины находится деревня Репаново.

## Население
| 2002 | 2010 | 2012 |
| ---- | ---- | ---- |
| 500  | ↘454 | ↘416 |

Население посёлка, по данным Всероссийской переписи населения 2010 года, составляет 454 человека. В 2009 году числилось 544 чел., пенсионеров 159.

## История
Строительство посёлка было вызвано тем, что много леса терялось при молевом сплаве и сплотке древесины. В 1938 году около лагеря на Северной Двине начали ставить передерживающую запань. В первую навигацию на запани работали в основном заключённые. По переписи 1939 года в посёлке проживали пять человек, четыре мужчины и одна женщина. Первым начальником запани был Н.А. Казарин. Жители поселка занимались в летнее время сплоткой леса, а в зимнее время лесозаготовками. Запань Хетово входила в состав Двиноважской сплавконторы. В посёлке были построены пекарня, магазин, столовая, клуб. После войны в Хетово открылась начальная школа, в 1961 году создана семилетняя школа, которая в 1966 году преобразована в среднюю. Хетово является крупнейшим населённым пунктом в Моржегорском сельском поселении.

## Этимология
Своё название посёлок получил от речки Хетовка.

## Карты
- Топографическая карта P-38-39,40. (Лист Усть-Ваеньга)]
- Хетово. Публичная кадастровая карта